# Judah Philip Benjamin
Judah Philip Benjamin (Christiansted, 6 agosto 1811 – Parigi, 6 maggio 1884) è stato un uomo politico degli Stati Uniti e degli Stati Confederati d'America, senatore della Louisiana.
Immigrò a Savannah (Georgia) nel 1816 con i suoi genitori (il padre era un ebreo inglese e la madre un'ebrea portoghese), che più tardi si insediarono in Wilmington (Carolina del Nord).
Frequentò l'Accademia Fayetteville, Fayetteville, Carolina del Nord, e lo Yale College; si trasferì a New Orleans, Louisiana, nel 1831 e insegnò nelle scuole; studiò legge; ammesso all'Ordine degli Avvocati nel 1832, iniziò il praticantato a New Orleans.
Eletto alla Camera bassa del Parlamento dello Stato nel 1842 vi prestò servizio fino al 1844; membro della Convenzione costituzionale dello Stato nel 1845; eletto con il partito Whig al Senato degli Stati Uniti nel 1853; rieletto con i Democratici nel 1859, prestò servizio dal 4 marzo 1853 al 4 febbraio 1861, quando si dimise; Presidente del Comitato sui Diritti sulla Terra Privata (dal trentaquattresimo al trentaseiesimo Congresso).
Discepolo del massone Albert Pike, intorno al 1850 fondò i “Cavalieri del Circolo d’Oro” (Knights of the Golden Circle, KGC), una società segreta organizzata come corpo paramilitare attivo in Sudamerica. Il movimento abolizionista crebbe dopo la decisione Dred Scott contro Sandford del 1857 e la KGC si proponeva l'obiettivo di provocare l'insurrezione di Messico, Caraibi, America centrale contro la dominazione spagnola per ricreare una sfera di Stati satellite subordinati agli interessi degli Stati Uniti.
Judah fu nominato Avvocato Generale dal Governo Provvisorio degli Stati Confederati nel febbraio 1861; nominato Segretario Incaricato del Dipartimento della Guerra degli Stati Confederati nell'agosto 1861, vi prestò servizio fino al novembre 1861, quando fu nominato Segretario del Dipartimento della Guerra, diventando così il primo israelita a far parte dei governi statunitensi. Prestò servizio in questo incarico fino al febbraio 1862, quando si dimise per accettare l'incarico di Segretario di Stato del Gabinetto del Presidente Jefferson Davis, incarico che espletò fino alla fine della guerra.
Si trasferì in Gran Bretagna nel 1865; studiò diritto inglese al Lincoln's Inn, Londra, fu ammesso all'Ordine degli Avvocati in quella città nel 1866 e vi praticò legge, pur impegnandosi nel lavoro per giornali e riviste; ricevette la carica di Consigliere della Regina nel 1872.
Ritiratosi nel 1883 dalla pratica attiva e dalla vita pubblica, si trasferì a Parigi, Francia, dove morì il 6 maggio 1884; è sepolto nel Cimitero di Père-Lachaise.